# 星周円盤
星周円盤（せいしゅうえんばん、英: Circumstellar disc）とは、星の周りに存在する円盤状の物質の集積体で、ガス、塵、微惑星、小惑星、その他恒星の周りを公転する天体の破片などからできている。
非常に若い恒星の周りでは、星周円盤が惑星系を形成する素材となる。もう少し時間が経過した恒星の周りでは、微惑星形成が起こる。コンパクト星の周りなどでは、中心天体に向かって効率的に物質が降着する円盤が形成される。
このように、星周円盤はさまざまな過程で出現し得る。

## 中心星ごとの特徴

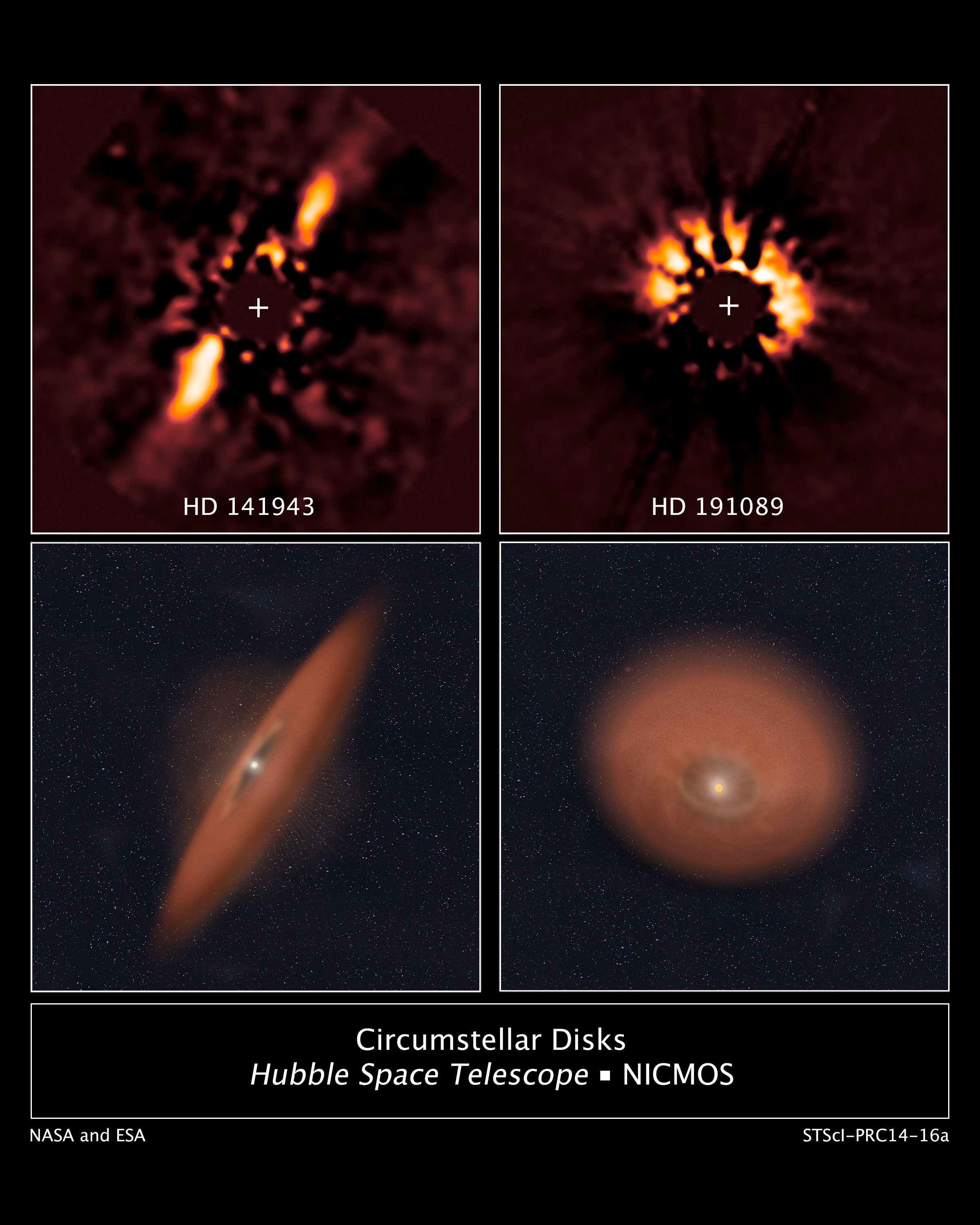
HD 141943およびHD 191089を取り巻く星周円盤。出典: NASA, ESA, R. Soummer & A. Feild (STScI)

### 若い恒星
星形成の標準的な理論では、若い恒星（あるいは原始星）は、巨大分子雲の物質の一部が重力的に収縮することで誕生する。収縮し集まってくる物質は、角運動量を持っており、ガスを主成分とする原始惑星系円盤を、自転している若い恒星の周りに形成する。形成された星周円盤は、濃いガスと塵からできており、中心星へ物質を供給し続ける。円盤には、中心星の質量の数%程度の物質が含まれ、その主成分であるガスの大部分は水素である。降着現象は大体数百万年続き、典型的には1年当たり太陽質量の1000万分の1から10億分の1程度の質量が、中心星に降着してゆく。
円盤は、若い星状天体の段階で徐々に冷却される。円盤の中では、岩石や氷の塵粒子が形成され、それらは凝結し、やがて微惑星となる。円盤の質量が十分に大きい場合、加速度的に凝結が進み、惑星の種が現れる。惑星系の形成は、星形成過程では自然な帰結であると考えられている。太陽型の恒星の場合、通常主系列へ進化するまでに1億年程度かかる。
質量が比較的小さいおうし座T型星などでは、当たり前のように円盤が存在するが、もっと質量が大きいハービッグAe/Be型星などでは、中心星からの放射圧が強く、円盤の形成が阻害されるのではないかと思われていた。しかし、近年の研究によって、理論と観測の両面から、ハービッグAe/Be型星に星周円盤が形成できる証拠が示され、直接検出もされるようになった。更に質量の大きい若い星状天体でも、円盤の存在を示唆する結果が出はじめている。

### 主系列星

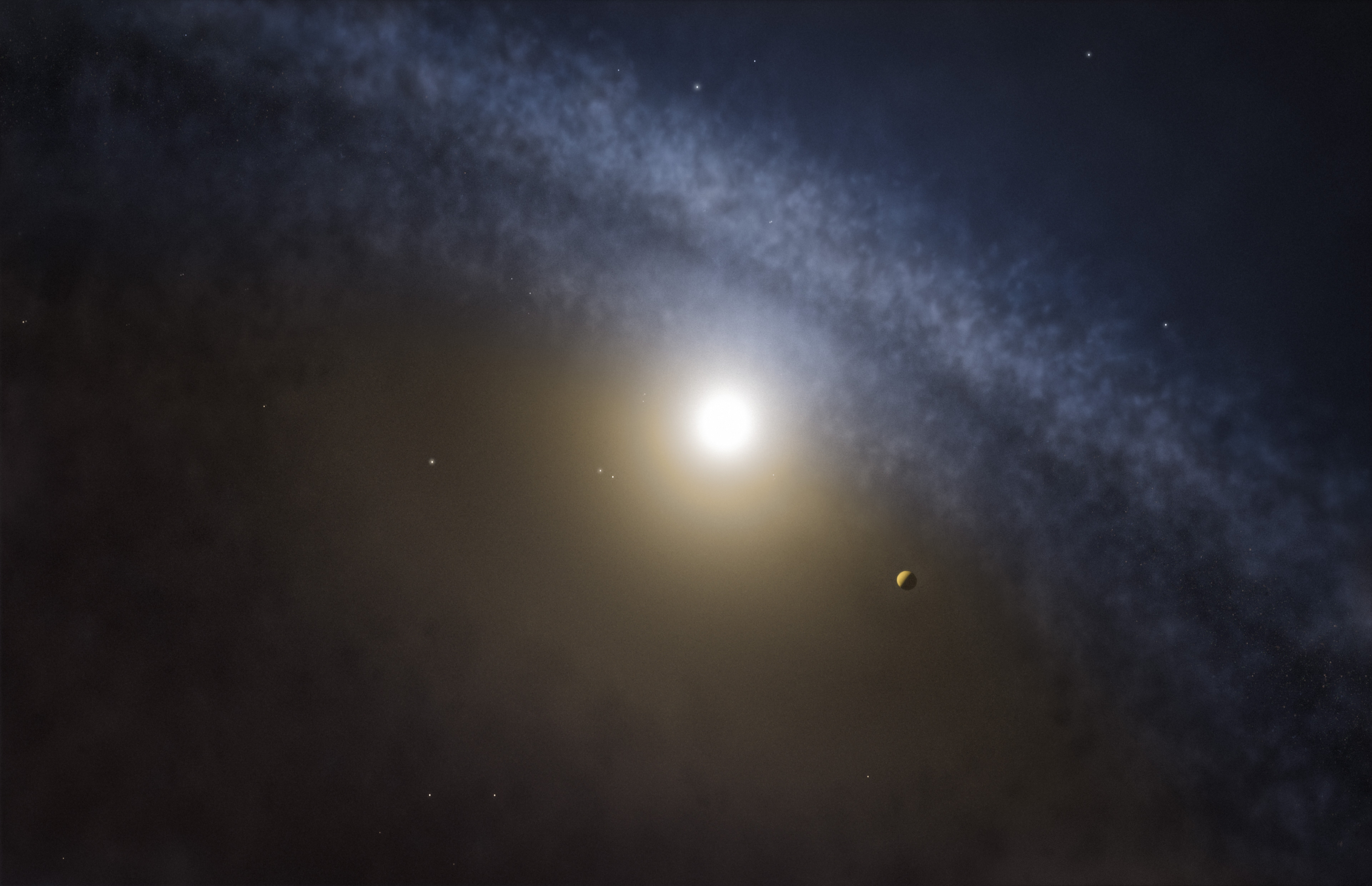
若い恒星を取り巻く遷移円盤の想像図。出典: ALMA (ESO / NAOJ / NRAO) / M. Kornmesser

恒星が主系列段階へ進化すると、星周円盤は主に光蒸発によって、徐々に消滅する。この段階では、星周円盤は遷移円盤であることが一般的である。その後、細かい粒子の大部分がポインティング・ロバートソン効果や放射圧などによって失われた後、残った残骸円盤へは、天体の衝突によって塵が供給される。
主系列段階では、原始惑星系円盤から進化したものとは異なる種類の星周円盤も知られている。例えば、Be星の周りにある円盤がそれで、形成のしくみは明らかになっていない。

#### 太陽系の例
太陽系内に存在する、遷移円盤、残骸円盤、およびその名残となる天体には、以下のようなものがある。
- 小惑星帯は、火星軌道と木星軌道の間に存在する、太陽系小天体の集合体である。惑星間塵の起源でもある。
- エッジワース・カイパーベルトは、海王星軌道の外側にある天体の密集領域である。
- 散乱円盤は、エッジワース・カイパーベルトの外側へ散乱された天体の密集領域である。
- ヒルズの雲は、オールトの雲内縁部に環状に分布する天体群である。外側のオールトの雲は、より球形に近い形をしている。

### 主系列後

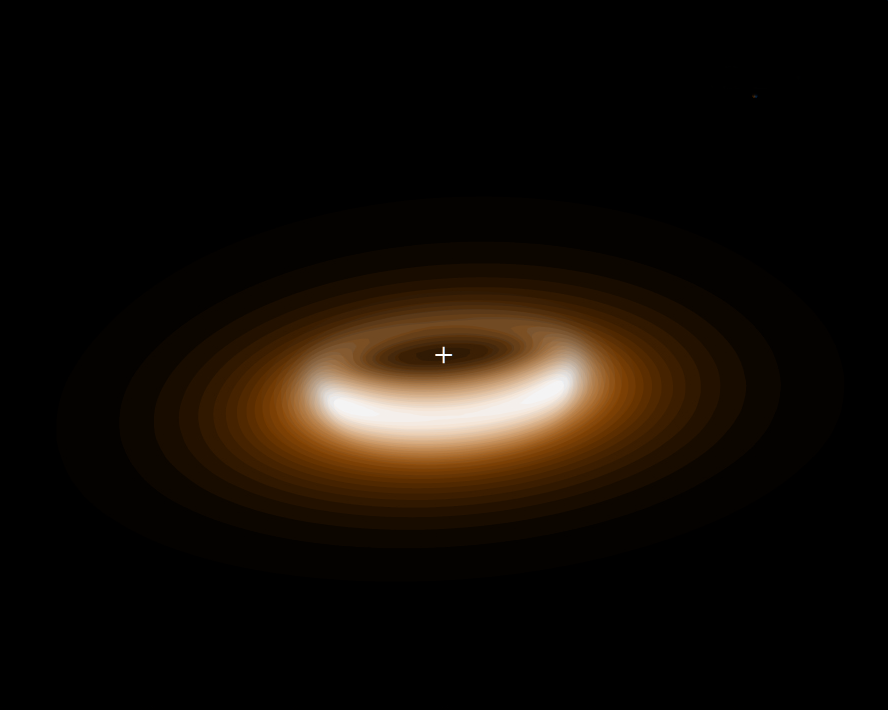
連星系ほ座V390星（IRAS 08544-4431）を取り巻く星周円盤。出典: ESO

主系列後の段階の恒星の周囲に見られる星周物質は、中心星からの質量放出によってもたらされる。星周物質は様々な形状をしており、球対称の殻から円盤状の軸対称構造まで存在する。漸近巨星の星周物質の構造は、大きな規模でみると球形に近いが、更に進化して惑星状星雲になると、多くは回転楕円体や双極流など軸対称の形状を示す。その間の進化段階である漸近巨星分枝（AGB）後の恒星は、星周円盤を持つと長らく予想されており、近年その直接的な証拠が見つかっている。
例えば、干渉計による高空間分解能の観測から、内径10AU程度の規模で星周円盤を示す結果が、AGB後の恒星ほ座V390星の周りで検出された。進化の末期段階の恒星にみられる円盤状構造や双極構造は、連星系と関係していると考えられ、ほ座V390星の場合も連星系である。

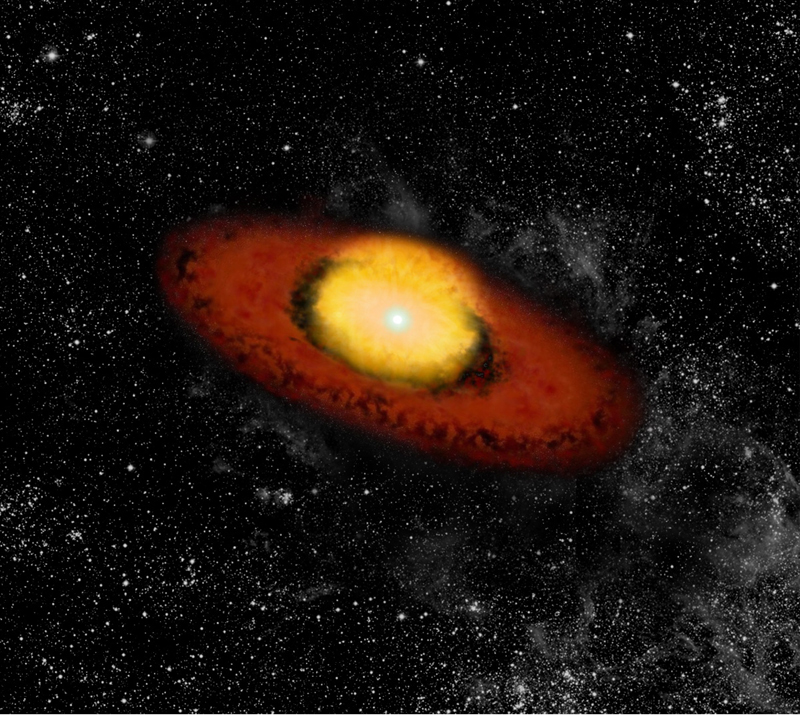
VLBIで円盤の間接的な証拠が見つかったB[e]超巨星CPD-57 2874の想像図。出典: ESO

進化した大質量星では、球対称でない星周構造は数多く検出されているが、円盤であることを示す直接的な証拠は見つかっていない。間接的な証拠から、星周円盤がある可能性が高いのはB[e]星で、ガンマ線バーストの前駆天体とも考えられる高速の自転で、赤道上への物質の集積が促されるのではないかとみられる。

### 終末期
白色矮星の中には、赤外超過を示すものが発見されており、それらは塵でできた星周円盤だと考えられている。円盤を構成する塵は、小惑星などかつて惑星系を形成していた天体の残骸とみられる。
また、白色矮星、中性子星、ブラックホールなどのコンパクト星、特に近接連星系の主星が終末期を迎え、コンパクト星になったような天体では、そのコンパクト星にガスが回転しながら落ち込み、しばしば降着円盤が形成される。

### 連星系

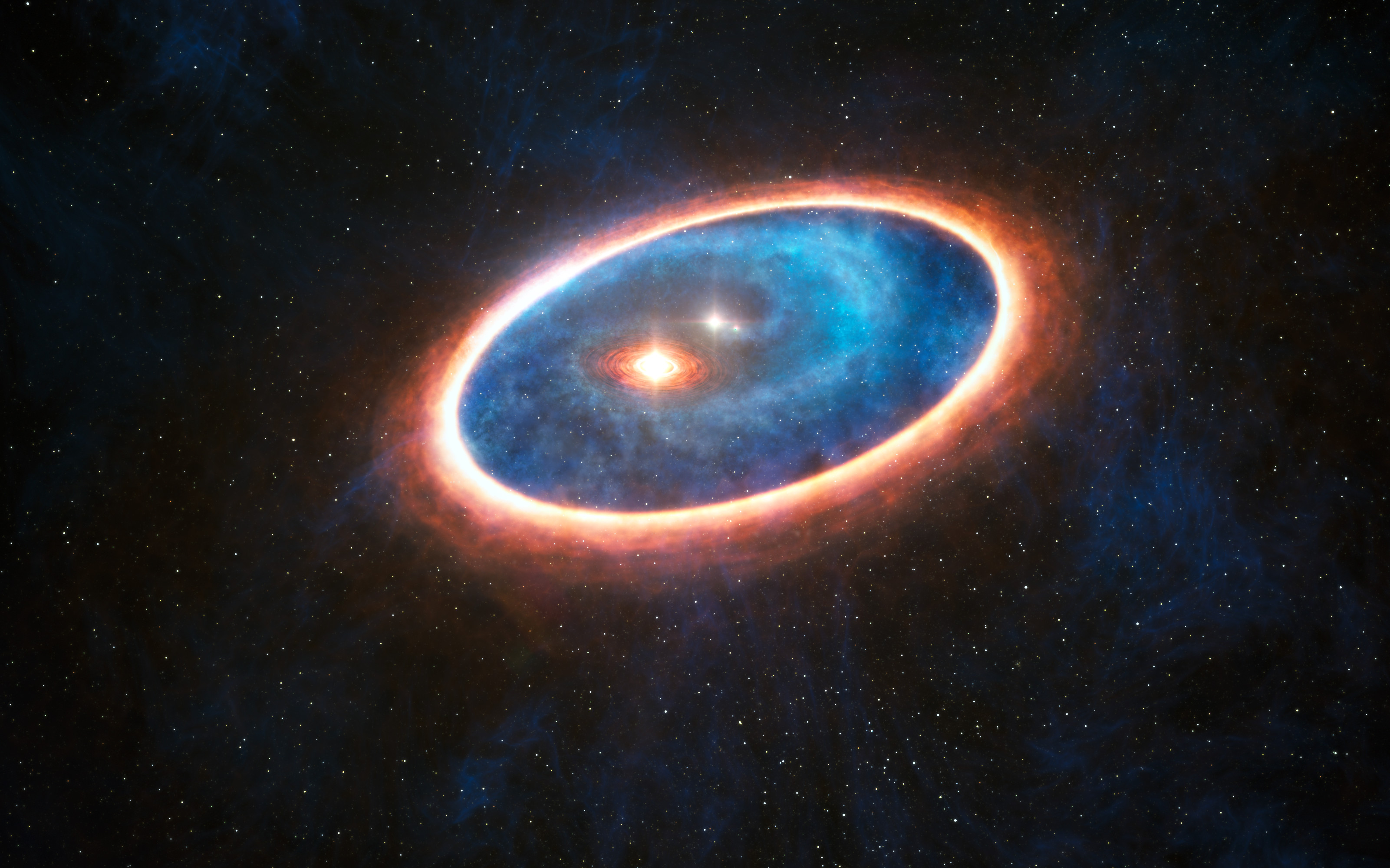
おうし座GG星Aを取り巻くガスと塵の想像図。出典: ESO / L. Calçada

連星系へとガスが集まってくると、星周円盤や周連星円盤が形成される。角運動量を持つガスが降着してくる連星では、ほぼ確実に円盤が形成される。連星系における円盤は、3種類ある。
- 主星（連星系で質量最大の恒星）周りの星周円盤は、降着するガスが少しでも角運動量を持っていれば形成される[17]。
- 伴星周りの星周円盤は、降着するガスが十分大きい角運動量を持っていなければ、形成されない。どの程度の角運動量があればよいかは、主星と伴星の質量比によって決まる。
- 周連星円盤は、主星と伴星両方の周りに形成された円盤で、内径は連星の公転軌道よりも大きい。周連星円盤には、太陽質量の0.5%という質量の上限があると考えられ[18]、それより質量が大きいと、連星の影響によるガスの擾乱で、各星の星周円盤へと降着してしまう[17]。周連星円盤がみられる星系としては、例えばおうし座GG星（英語版）が挙げられる[19]。

円盤は多くの場合、軸対称な形状で連星系の公転面に形成されるが、バーディーン-ペッテルソン効果、不揃いな双極磁場、放射圧、潮汐力などによって、捻じ曲げられたり傾いたりした円盤ができる可能性もある。傾いた円盤の例は、ヘルクレス座HZ星、SS 433などにみることができる。そこではX線の放射が、連星の公転周期よりもずっと長い30日から300日程度の周期で暗くなっている。これは、主星周りの星周円盤、または周連星円盤の歳差運動によって生じると考えられ、それらの円盤は通常、連星の公転軌道に逆行している。

## 星周円盤の進化

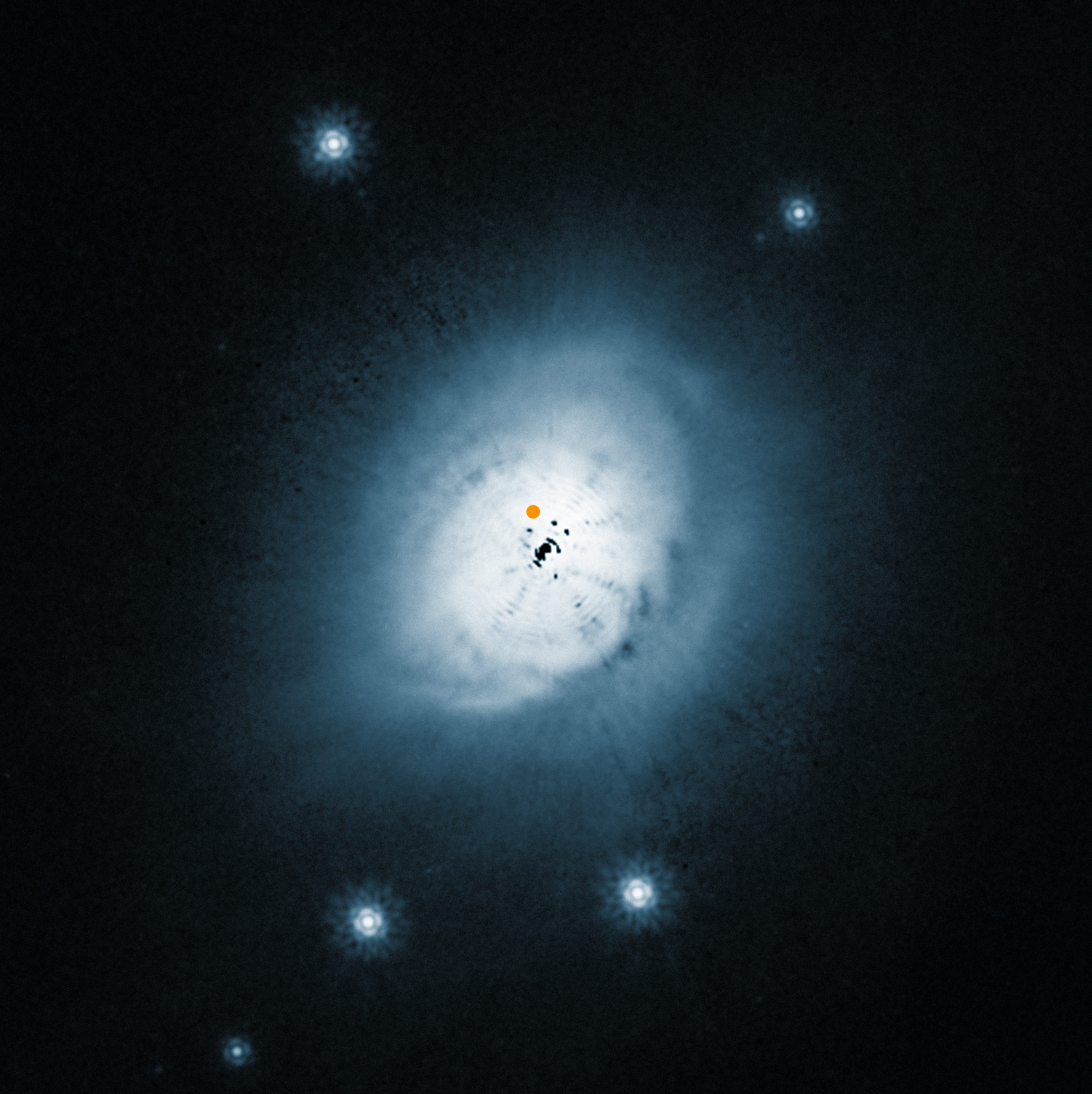
若い恒星はえ座KR星の周りの塵の円盤は、遷移円盤とみられる。出典: ESO / NASA / ESA / Ardila et al.

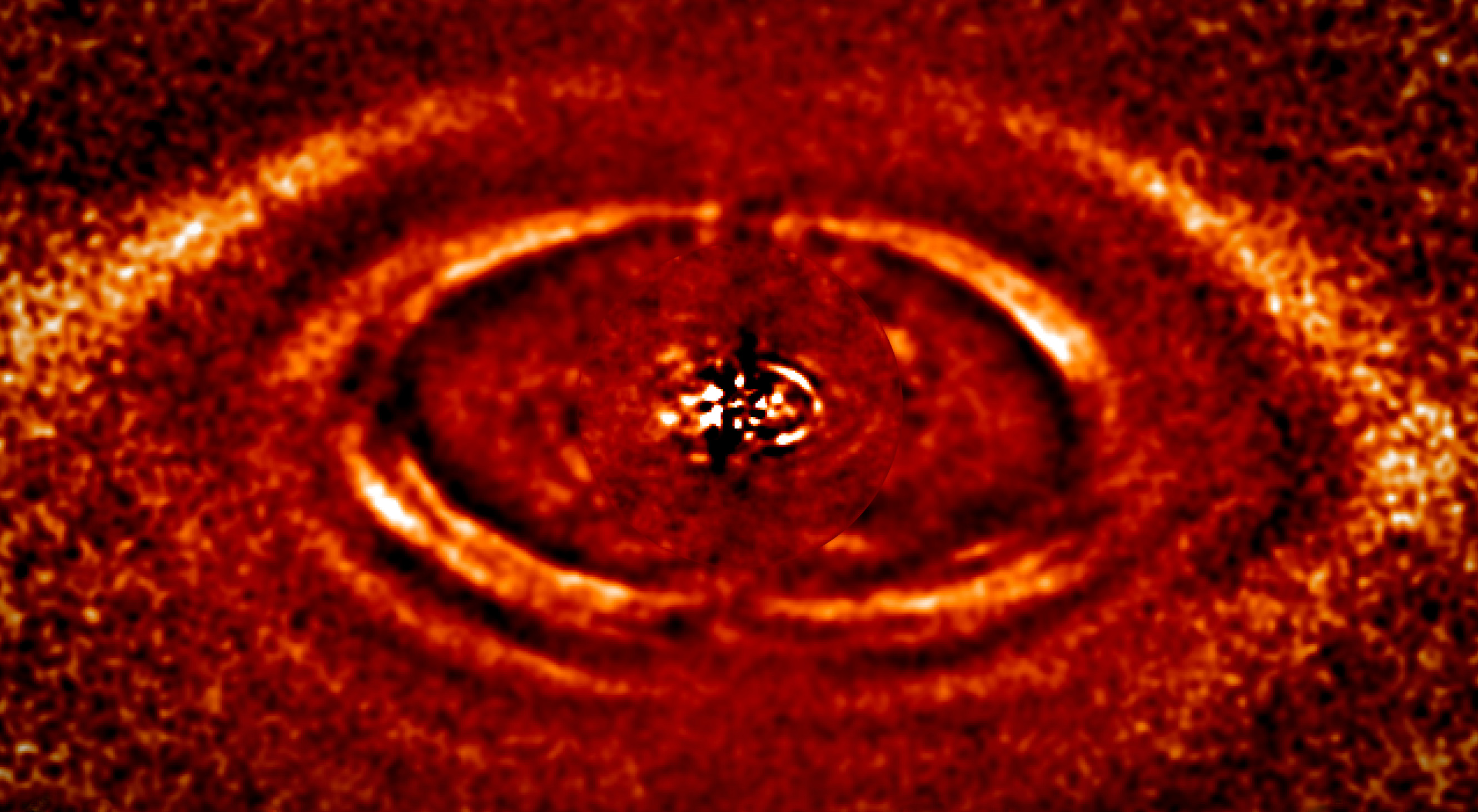
若い恒星HD 141569の周りの塵の円環では、ミリメートル大の塵粒子が減少しはじめている。出典: ESO / Perrot

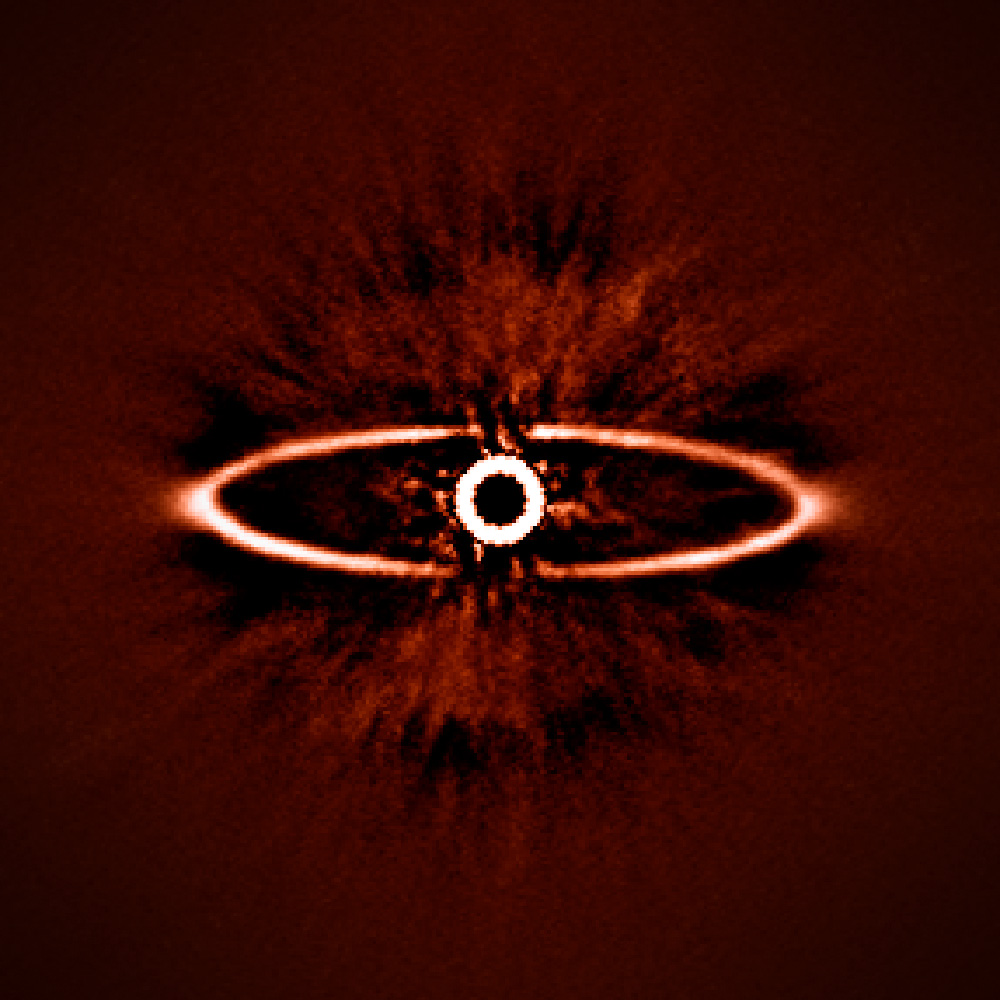
HR 4796Aを取り巻く細い塵の円環は、微惑星から生じた塵の集積体と考えられる。出典: ESO / J.-L. Beuzit / SPHERE Consortium

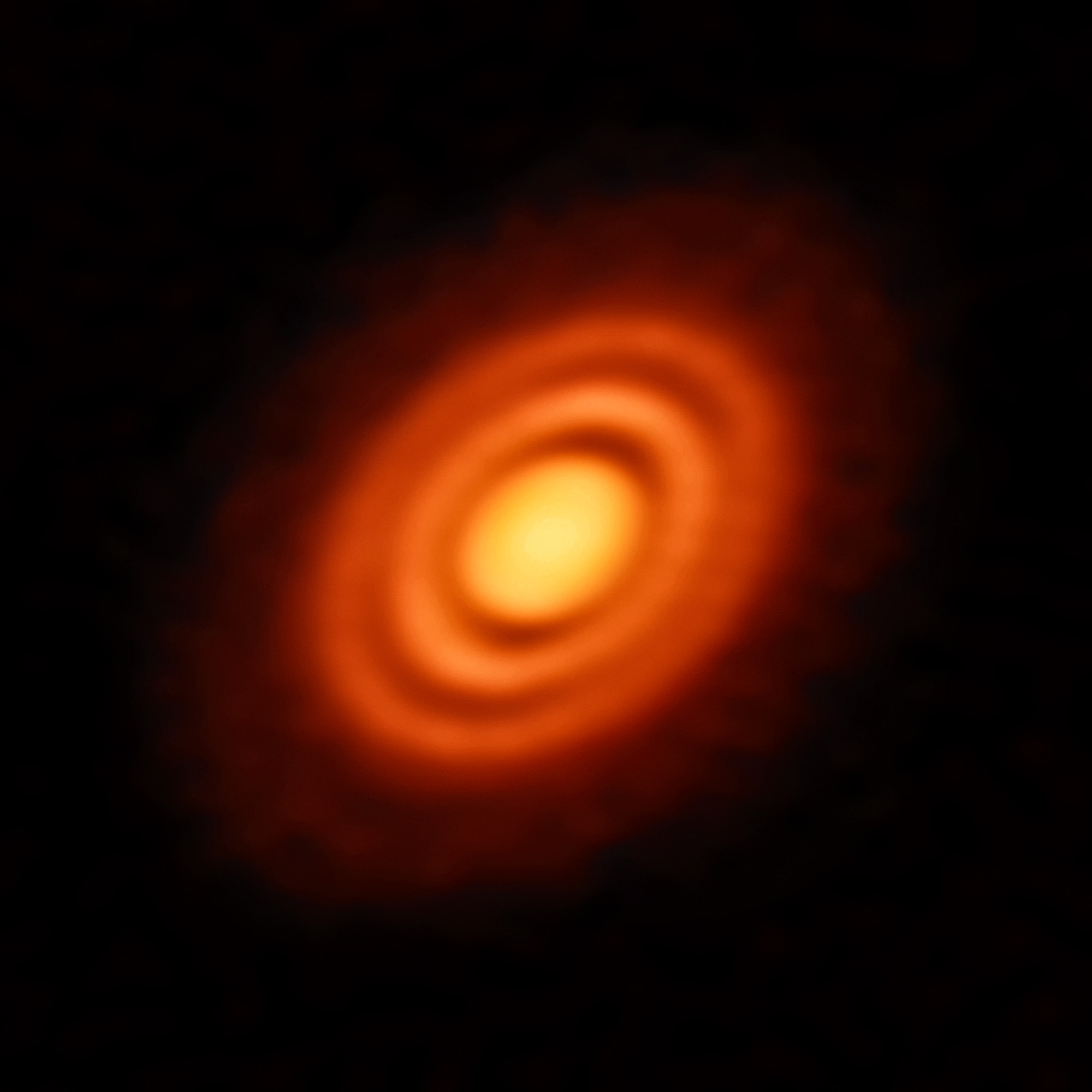
若い恒星HD 163296を取り巻くガスと塵の円盤。円盤内の隙間は、ガスや塵の減少によるもので、惑星の存在を示唆する。出典: ESO, ALMA (ESO / NAOJ / NRAO), A. Isella & B. Saxton (NRAO / AUI / NSF)

星周円盤は、その構造と主成分が、進化にと共に変化することで、いくつかの段階に分類される。
一つの分類方法は、円盤を構成する主成分の塵などの粒子の大きさによって判別される。具体的には、1μm以下の微粒子が主成分の段階、微粒子が成長してより大きな粒子になった段階、それが更に密集して微惑星となった段階、微惑星が更に成長して惑星系が形成された段階、と分けられる。
あるいは、ガスの量および星形成の理論による描像に基づいて、以下の様な3段階に分類する。
- 原始惑星系円盤は、ガスや塵などの始原的な物質が大量に存在し、惑星が形成される可能性のある円盤である。
- 遷移円盤は、ガスや塵の量が減少し、原始惑星系円盤と残骸円盤の間に位置付けられる円盤である。塵の粒子の大きさは原始惑星系円盤より大きくなり、円盤の外周の厚みも減少する。進化が進むと、円盤の中心には穴ができる。
- 残骸円盤は、微惑星と細かい塵、それらの衝突・気化によって生じたガスからなる円盤で、ガスは少量か、場合によっては全く存在しない。元から存在したガスや小さい塵粒子は、散逸するか、惑星に捕獲されている。

太陽系内では、小惑星の衝突や彗星の気化によって生じた黄道面塵あるいは惑星間塵は、地上から黄道光としてみることができる。
この他、原始惑星系円盤から残骸円盤へ進化するまでの間には、円盤外周でのミリメートル大の塵粒子の減少、円盤内周での高温の塵の増加、ガスの消失、微惑星に関連するとみられる塵の環の出現、といった現象が観測されることがある。

### 散逸過程
星周円盤の進化によって生じる重要な現象の一つに、物質の散逸がある。中心星の質量に関する情報と共に、星周円盤の各進化段階における物質の散逸過程を調べることは、進化の時間尺度を知る手がかりとなる。例えば、遷移円盤（内側に穴がある円盤）で物質の散逸過程を観測したところ、星周円盤の平均寿命は、およそ1000万年と見積もられた。
散逸過程を起こす仕組みや、散逸過程が起きる段階、時間尺度について、定説と言える理論はまだない。いくつかの仮説およびそこから予測される円盤の観測的な特徴が、星周円盤の散逸過程を説明すべく提唱されている。主な仮説には、大きい粒子へ成長するのに伴って塵の不透明度が下がることによるという説、中心星（あるいはその恒星風）から来るX線や紫外線の光子によって光蒸発が起こるという説、円盤内で誕生した巨大惑星の力学的な影響という説がある。
散逸過程の時間尺度は、かなり短いと予想される。星周円盤の内周と外周が、ほぼ同時に散逸してしまったとみられる天体もあり、散逸過程が始まると、典型的には50万年程度で内周から外周まで散逸するのではないかとみられる。

### 力学的な進化
星周円盤は、平衡状態にはなく、その状態は徐々に変化してゆく。円盤の面密度{\displaystyle \sigma }（単位面積当たりの質量で、体積密度を厚み方向に積分したもの）は、
{\displaystyle {\frac {\partial \Sigma }{\partial t}}={\frac {3}{r}}{\frac {\partial }{\partial r}}\left[r^{1/2}{\frac {\partial }{\partial r}}\nu \Sigma r^{1/2}\right]}
で与えられる。ここで、{\displaystyle r}は円盤の中心から動径方向への長さ、{\displaystyle \nu }は{\displaystyle r}の位置における粘性を表す。この方程式は、円盤が軸対称であることを仮定しているが、厚み方向の構造には依存しない。
円盤の粘性は、分子によるもの、乱流によるもの、あるいは他のもののいずれであっても、角運動量を円盤の外側へと輸送し、質量の大部分が最終的には中心の天体へと降着する。中心星への質量降着率{\displaystyle {\dot {M}}}を、粘性{\displaystyle \nu }の式として表すと、
{\displaystyle {\dot {M}}=3\pi \nu \Sigma \left[1-{\sqrt {\frac {r_{\text{in}}}{r}}}\right]^{-1}}
となる。ここで、{\displaystyle r_{\text{in}}}は円盤の内径である。